# سیارک ۲۱۴۴۸۵
سیارک ۲۱۴۴۸۵ (به انگلیسی: 214485 Dupouy، نامگذاری:2005UV7) دویست و چهارده هزار و چهارصد و هشتاد و پنجمین سیارک کشف شده‌است که در ۲۶ اکتبر ۲۰۰۵ کشف شد.